# Hechos 27

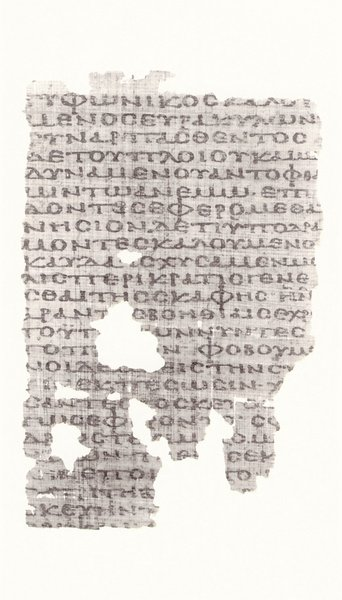
Acts 27:14-21 in Papiro 74 (7th century)

Hechos 27 es el vigésimo séptimo capítulo de los Hechos de los Apóstoles del Nuevo Testamento de la Biblia cristiana. Registra el viaje de Pablo desde Caesarea en dirección a Roma, pero varado durante un tiempo en Malta. El autor del libro que contiene este capítulo es anónimo, pero la tradición cristiana primitiva afirmó uniformemente que Lucas compuso este libro así como el Evangelio de Lucas.

## Texto
El texto original fue escrito en griego koiné. Este capítulo está dividido en 44 Versículos.

### Testigos textuales
Algunos de los primeros manuscritos que contienen el texto de este capítulo son:
- Codex Vaticanus (325-350 d. C.)
- Codex Sinaiticus (330-360)
- Codex Bezae (~400)
- Codex Alexandrinus (400-440)
- Codex Ephraemi Rescriptus (~450; Versículos 17-44 existentes)

### Narrador
Los versículos 1-8, 15-20, 27-29 y 37 son ejemplos de los pasajes de los Hechos en los que se habla de «nosotros», incluido el narrador.

## Localizaciones
Este capítulo menciona o alude a los siguientes lugares (por orden de aparición):
- Italia
- Edremit
- Asia (provincia romana)
- Tesalónica, Macedonia
- Sidón
- Chipre
- Cilicia
- Panfilia
- Myra, Lycia
- Alejandría
- Cnido
- Salmone, Creta
- Fair Havens
- Lasea
- Fénix
- Clauda o isla de Cauda
- Arenas de Syrtis
- Mar Adriático
- Malta

## Comentario previo general
El relato del viaje marítimo de San Pablo en Hechos 27,1-28,16 es considerado un documento valioso para entender la navegación en la antigüedad, gracias a la precisión y detalle con que se describe la travesía. Este viaje fue narrado en primera persona del plural, lo que sugiere que un testigo presencial acompañó a Pablo. Los detalles sobre la nave alejandrina, que probablemente transportaba trigo de Egipto a Roma, indican que era una embarcación pesada, con características como mástiles y un puente sobre la cubierta, con espacio para pasajeros que se refugiaban en la bodega durante el mal tiempo.
En aquellos tiempos, la navegación en alta mar era peligrosa, especialmente desde mediados de septiembre hasta marzo. El viaje de Pablo tuvo lugar en un período crítico, alrededor del final de octubre del año 60, según la referencia al Ayuno o el Día de la Expiación (Levítico 16,29-31). A pesar de su experiencia —Pablo ya había sufrido tres naufragios— la mayoría de los compañeros del viaje optaron por continuar, con la esperanza de encontrar un puerto más seguro para pasar el invierno.
El relato subraya la providencia divina que protege a Pablo y su tripulación, mostrando cómo su presencia resultó decisiva para la supervivencia de todos. Los detalles sobre la intervención de Dios y el liderazgo de Pablo han sido interpretados espiritualmente en la tradición cristiana. Juan Crisóstomo, por ejemplo, reflexiona que Dios permitió el naufragio para que los ocupantes entendieran que su salvación no dependía de la habilidad humana, sino de la intervención divina. En este sentido, Pablo es visto como un protector de sus compañeros, y se presenta la enseñanza de que estar en compañía de los justos puede salvarnos, tanto en tempestades físicas como espirituales. Crisóstomo utiliza este episodio como una metáfora para la vida cristiana, sugiriendo que, aunque se enfrenten a dificultades, ayunos o tinieblas, la fe en Dios nos mantendrá a salvo, al igual que ocurrió con Pablo y los demás en el naufragio.

¿Por qué Dios no salvó el navío del naufragio? Para que los ocupantes entendieran mejor la gravedad del peligro y que su salvación no era consecuencia de un auxilio humano sino del brazo de Dios, que les conservaba la vida después del hundimiento del barco. Así, los justos se encuentran bien en las tormentas y tempestades, en alta mar o en un golfo revuelto, porque están al abrigo de todo, y son incluso los salvadores de los demás. Sobre un navío en peligro de ser engullido por las aguas, los prisioneros encadenados y toda la tripulación deben su salvación a la presencia de Pablo. Aprende la ventaja de vivir en compañía de una persona piadosa y santa. Tempestades interiores más frecuentes y funestas nos baten en la brecha. Dios nos puede librar si somos tan inteligentes como los marineros y hacemos caso del consejo de los santos (…). Aunque estemos en medio de tempestades seremos librados de los peligros; aunque hubiéramos permanecido catorce días ayunos, permaneceremos con vida; aunque caigamos en tinieblas y oscuridad, si creemos en Él seremos liberados.

## Por las costas de Asia Menor (versículos:1-12)
A Pablo le acompañaban al menos dos compañeros que le seguían desde Macedonia, entre ellos Aristarco (versículo 2) y el «nosotros» narrador sin nombre (versículo 1). El acostumbrado náutico del narrador se muestra al señalar que el primer barco que abordaron para el viaje costero procedía originalmente de Adramyttium (en la costa norte del Egeo, hacia Troas, versículo 2), y que el segundo procedía de Alejandría (versículo 6), que podría ser uno de los barcos cerealeros (cf. versículo 38) que suministraban grano a Roma desde su «granero» en Egipto.

### Versículo 1
Y cuando se decidió que navegásemos a Italia, entregaron a Pablo y a algunos otros prisioneros a uno llamado Julio, centurión de la banda de Augusto.'
- «La banda de Augusto»: también llamada «Regimiento de Augusto» (New King James Version) o «cohorte de Augusto» de auxiliares en Siria durante la mayor parte del siglo I está atestiguada en inscripciones antiguas.[5]

Heinrich Meyer señala que no se sabe nada más del centurión Julio. Tácito menciona a un Julio Prisco como centurión de los pretorianos (Historias. ii. 92, iv. 11); pero también comenta que Julio era un nombre «extremadamente común».

### Versículo 2
Y entrando en una nave de Adramyttium, zarpamos, con intención de navegar por las costas de Asia; estaba con nosotros un tal Aristarco, macedonio de Tesalónica.
- «Aristarco»: Uno de los compañeros de viaje de Pablo, macedonio de Tesalónica, conocido por algunas referencias en los Hechos de los Apóstoles (Hechos 19:29; Hechos 20:4; 27:2) y Colosenses 4:10. [10]

## Tormenta de viento cerca de Creta (versículos 13-26)
Este pasaje tiene muchos tecnicismos náuticos que pueden atestiguarse en la navegación antigua. Buenos Puertos, en la costa meridional de Creta (versículo 8), es una pequeña bahía con playa rocosa que difícilmente podría resguardar un gran barco de las tormentas invernales, por lo que es razonable buscar un puerto mejor (versículo 12), pero esa decisión fue demasiado tardía, y el barco es sorprendido por un «viento tifón» (versículo 14), llamado «Euraquilo» (NRSV 'norte-pascua', versículo 14; este nombre aparece en una Rosa de los vientos romana hallada en el norte de África).  Es muy difícil para los barcos romanos, normalmente con una sola vela grande, girar contra el viento (versículo 15), por lo que el barco corría verdadero peligro de quedar varado en los bancos de arena del Syrtis, frente a la costa norte de África (versículo 17). Durante estos momentos de angustia, Pablo infundió valor y persuasión a sus compañeros de viaje para que creyeran en la promesa divina de supervivencia que había recibido en un sueño (versículos 21-26), a pesar de que habían ignorado su consejo sobre la navegación que dio en el versículo 10. La historia es una especie de inversión de la del Libro de Jonás: La desobediencia de Jonás a Dios puso en peligro su barco (Jonás 1:12), mientras que la obediencia de Pablo puso a salvo el suyo (versículo 24).

## Arriba y abajo en Adria (Versículos 27-38)
«Adria» (también llamado “Mar Jónico” en los escritos antiguos) se refiere al mar abierto entre Creta, Sicilia, Italia y África del Norte, no es lo mismo que el moderno Mar Adriático. El historiador del siglo I Josefo recordaba su naufragio en la misma zona con 600 pasajeros El patrón de sondeos (versículo 28) y los puntos de referencia (versículos 39, 41) se ajustan a la identificación tradicional del lugar como la bahía de San Pablo en la isla de Malta, aunque hay otras sugerencias (véase «Lugar del naufragio en Malta» más abajo). Tras catorce días sin comer, Pablo «tomó pan y dio gracias a Dios en presencia de todos, lo partió y empezó a comer» (Versículo 35) y 276 pasajeros siguieron su ejemplo. El versículo recuerda a Jesucristo Dios alimentando a la multitud y las palabras dichas por el sacerdote durante la Consagración eucarística.

## Todos a tierra (versículos 39-44)
Los experimentados marineros adoptaron la arriesgada estrategia de soltar las anclas y llevar el barco a tierra con la ayuda de la mejor visibilidad de la mañana (Versículos 39-40), pero el plan se vio obstaculizado por alguna inesperada barrera submarina (Versículo 41), por lo que el barco empezó a romperse a cierta distancia de la playa. En la frase «encallar el barco», la palabra «barco» utiliza la palabra homérica y griega clásica nans, en lugar de ploion (barco) y skaphos (bote) en otros pasajes, y el verbo epokello («encallar») también es homérico (cf. Homero, Odisea), lo que indica la formación griega del autor.

## Cálculo de la posición
Según Jefferson White, las pruebas meteorológicas y náuticas demuestran que estos acontecimientos debieron de ocurrir tal y como los registra Lucas.
La prueba más importante es el rumbo exacto del vendaval. Este rumbo puede establecerse mediante tres cálculos distintos.
- En primer lugar, Lucas afirma que el viento Euraquilón golpeó poco después de que salieran de Fair Havens. En otras palabras, la nave debe haber estado a menos de la mitad del camino hacia su destino previsto en Phoenix. Debían de estar en algún lugar entre Cabo Matala y un punto a diecisiete millas al O.N.O. del Cabo cuando se desató el vendaval.
- En segundo lugar, está la relación de la isla de Clauda (o Cauda) con este punto de partida. El cabo Matala se encuentra en un rumbo de 7 grados este norte desde el borde oriental de Clauda, mientras que el punto intermedio hacia Phoenix se encuentra a 40 grados este norte. Para que el barco se situara detrás de Clauda, el Euraquilón debió soplar desde un punto situado entre estas dos rumbos. El punto a medio camino entre estas dos cifras está al este 25 grados norte (o E.N.E. 1/4 N.). Esto no puede estar a más de un punto y medio de la dirección real del viento.
- En tercer lugar, Lucas afirma que cuando llegaron detrás de Clauda, los marineros temieron que los arrastrara el viento hasta los bancos de arena del Golfo de Sidra del norte de África. Sin embargo, para que hubieran sido arrastrados a esos bancos desde Clauda, Euraquilón tendría que haber estado soplando desde un punto situado entre los 18 grados este norte y los 37 grados este norte. El punto intermedio entre estas cifras es este 27 grados norte. Esta cifra está a sólo 1/4 de punto de la cifra media del cálculo anterior.

Estos tres cálculos establecen que la dirección desde la que soplaba el viento no podía haberse desviado más de un punto de la designación E.N.E. 1/2 N.
A medida que el barco se desviaba hacia el oeste desde Clauda, tendría que haber apuntado hacia el norte, porque no podría haber apuntado directamente hacia el viento sin zozobrar. En otras palabras, tuvo que haber apuntado al norte, justo en la dirección de la que venía el viento. Utilizando esta información, se puede calcular con cierta precisión tanto la dirección como la velocidad de la deriva del barco hacia el oeste.
Los registros antiguos revelan que los barcos cerealeros egipcios eran las embarcaciones más grandes de la época, siendo aproximadamente del tamaño de un velero de principios del siglo XIX. Este tamaño queda implícitamente confirmado por la afirmación de Lucas de que había 276 personas a bordo. Dado que su barco apuntaba hacia el norte, mientras que el viento soplaba del noreste, el azimut, o dirección, de la deriva lateral -o de costado- del barco desde Clauda habría sido aproximadamente oeste ocho grados norte. La isla de Malta no está directamente al oeste de Clauda. En cambio, el rumbo de Malta desde Clauda es exactamente oeste ocho grados norte.
Esto nos lleva a otra prueba. Lucas afirma que tardaron catorce días en llegar a Malta. La distancia desde Clauda hasta el punto más oriental de Malta es de 476,6 millas. Para calcular la velocidad de deriva hacia el oeste de su nave, es necesario saber dos cosas: el tamaño de la nave y la fuerza del vendaval. Como se conoce el tamaño aproximado del barco, es posible establecer la intensidad media del vendaval. Entonces se puede calcular la velocidad media de deriva del barco de Pablo. Este cálculo revela una deriva media hacia el oeste de una milla y media por hora. Así, el barco de Pablo tardaría unos trece días en ir a la deriva hasta Malta. Lucas registra que les llevó catorce días. Estas pruebas náuticas y meteorológicas confirman la exactitud histórica de la narración de Lucas.

## Localización del naufragio en Malta

Ubicación de San Pawl il-Baħar (en maltés: San Pawl il-Baħar, en italiano: Baia di San Paolo), una localidad de la Región Norte, Malta.

Bob Cornuke y Graham Hutt afirman que el lugar del naufragio fue en la bahía de Santo Tomás, al sureste de Malta, en un banco de arena llamado Arrecife Muxnar. Sin embargo, la ubicación tradicional se llama Bahía de San Pablo. Cuatro anclas de la época romana de este lugar se encuentran en el Museo Marítimo de Malta en Birgu. La ciudad cercana, La Valeta, alberga una iglesia llamada 'Iglesia Parroquial Colegiata del Naufragio de San Pablo'. Otra teoría es que el naufragio se produjo frente a Qawra Point y fuera de la bahía de Salina. Se han encontrado varias reservas de anclas en la zona.

## Aplicaciones
Matthew Henry extrae varios puntos de este capítulo para aplicarlos a la vida de los cristianos. De los versículos 1-11 establece una analogía con los que no avanzan en la vida, no aprovechan las condiciones favorables, aunque se resisten a retroceder. Muchos se quejan del gran esfuerzo que supone permanecer en un lugar. Pero luego no aprovechan los buenos consejos para avanzar en la vida. Además, no todos los paraísos favorables son seguros. En los versículos 12-20 afirma que no se debe suponer que se ha logrado el propósito al comenzar. Las bendiciones del mundo pueden convertirse en una carga no deseada, y puede que haya que desecharlas, igual que se arrojaron cosas del barco en la tormenta. Es mejor hacer naufragar los propios bienes que la propia vida. Pero algunos hacen lo contrario. Del mismo modo que los esfuerzos de los marineros resultaron inútiles para salvar el barco, y sólo se pusieron a salvo cuando se rindieron, los pecadores tienen que renunciar a salvarse a sí mismos y confiar en la misericordia de Jesús. En los versículos 21-29 Matthew Henry señala que los que tienen interés en las promesas de Dios deben estar siempre alegres, porque Dios es fiel. La esperanza es un ancla para el alma. En los Versículos 30-38 el punto de Matthew Henry es que la gente debe tomar las debidas precauciones de seguridad y no tentar a Dios al no tomarlas, y sólo confiar en él. Es egoísta velar sólo por nuestra propia seguridad a expensas de los demás. (Comentando a los marineros que intentaban escapar solos en el bote salvavidas). La salvación pasa por el plan de Dios, que es arrepentimiento, fe, oración y obediencia, y no por otro atajo.En los versículos 39-44 comenta que un corazón apegado al mundo se perderá.